# 张忠邦
张忠邦（1918年—？），男，浙江温州人，中国内分泌学专家，曾任南京医学院教授、博士生导师。